# آيت ليلت (آيت بوبكر)
آيت ليلت هو دُوَّار يقع بجماعة سيدي واعزيز، إقليم تارودانت، جهة سوس ماسة في المملكة المغربية. ينتمي الدوّار لمشيخة آيت بوبكر التي تضم 66 دوار. يقدر عدد سكانه بـ 42 نسمة حسب الإحصاء الرسمي للسكان والسكنى لسنة 2004.

## وصلات خارجية
- البوابة الوطنية للجماعات الترابية
- المندوبية السامية للتخطيط